# Gondrecourt-le-Château
Gondrecourt-le-Château – miejscowość i gmina we Francji, w regionie Grand Est, w departamencie Moza.
Według danych na rok 1990 gminę zamieszkiwały 1622 osoby, a gęstość zaludnienia wynosiła 32 osób/km² (wśród 2335 gmin Lotaryngii Gondrecourt-le-Château plasuje się na 257. miejscu pod względem liczby ludności, natomiast pod względem powierzchni na miejscu 8.).